# Station Gronajny
Station Gronajny is een spoorwegstation in de Poolse plaats Gronajny.